# Kolczak trawny

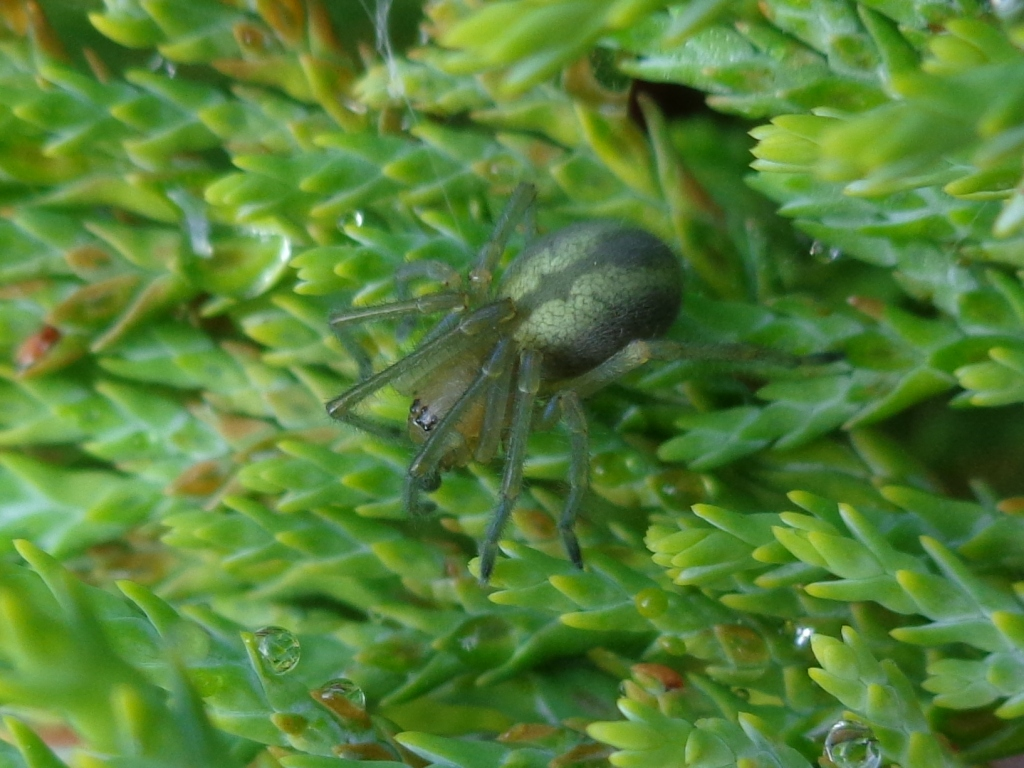

Kolczak trawny (Cheiracanthium erraticum) – gatunek pająka z rodziny zbrojnikowatych. Szeroko rozpowszechniony w Palearktyce. Spotykany na terenach otwartych na wyższych roślinach zielnych i niskich krzewach.

## Taksonomia
Gatunek ten opisany został w 1802 roku przez Charlesa A. Walckenaera jako Aranea erratica. Do rodzaju Cheiracanthium przeniesiony został w 1862 roku przez Niklasa Westringa.

## Opis
Samce osiągają od 4,4 do 6,5 mm, a samice od 5,1 do 9,6 mm długości ciała. Karapaks u samców ma od 2,11 do 3,04 mm długości, a u samic od 2,1 do 3,93 mm długości. Ubarwienie karapaksu jest u samca jasnorudobrązowe, a u samicy jasnożółtawobrązowe. Okolica oczu jest ciemniejsza. Oczy pary przednio-środkowej są największe i w widoku od przodu leżą nieco niżej niż para przednio-boczna. Oczy pary tylno-środkowej leżą wyżej niż tylno-bocznej. Oczy par środkowych są rozmieszczone na planie prostokąta. Wysokość nadustka jest mniejsza od średnicy oka przednio-środkowej pary. Szczękoczułki samca są jasnorudobrązowe z ciemnobrązowymi, rozbieżnymi kłami jadowymi. U samicy szczękoczułki są brązowawe z ciemnobrązowymi wierzchołkami i prawie czarnymi kłami. Sternum samca ma kolor jasnorudobrązowy z szeroko szarobrązowymi, jasno i długo owłosionymi brzegami. U samicy sternum ma kolor żółtawobrązowy z ciemnobrązowymi brzegami. Odnóża są jasnożółtawobrązowe. Opistosoma (odwłok) samca ma wierzch żółtawobiały z rudobrązową, najszerszą z tyłu przepaską środkową, boki brązowawe, a spód z szeroką, brązową, białawo obwiedzioną przepaską. Opistosoma samicy ma wierzch żółtawobrązowy z ciemnorudobrązową przepaską pośrodku części przedniej, spód zaś jasnoszarawobrązowy z żółtawobiałymi wieczkami płucotchawek. 
Nogogłaszczki samca mają krótką i w części odsiebnej wciętą apofizę retrolateralną oraz haczykowatą apofizę tegularną o szerokiej nasadzie. Cymbium ma ciemny, zaokrąglony wierzchołek zajmujący poniżej ⅓ jego długości nie licząc lekko zakrzywionej ostrogi o długości połowy goleni. Płytka płciowa samicy ma wąsko łukowaty przedsionek. Przewody kopulacyjne tworzą dwie pętle wokół nerkowatych zbiorników nasiennych.

## Występowanie
Pająk znany z Portugalii, Hiszpanii, Irlandii, Wielkiej Brytanii, Francji, Belgii, Holandii, Niemiec, Szwajcarii, Liechtensteinu, Austrii, Włoch, Słowenii, Chorwacji, Danii, południowej Szwecji, Norwegii, Finlandii, Estonii, Łotwy, Litwy, Polski, Czech, Słowacji, Węgier, Białorusi, Ukrainy, Mołdawii, Rumunii, Serbii, Czarnogóry, Bułgarii, Macedonii, Grecji, Rosji, Gruzji, Azerbejdżanu, Turcji, Azji Środkowej, Chin, Korei i Japonii.
Gatunek pospolity. Zamieszkuje tereny otwarte, gdzie przebywa na wysokich ziołoroślach i niskich krzewach. Osobniki dojrzałe aktywne są od kwietnia do października.